# Domo torisférico
Um domo torisférico é a superfície obtida da intersecção de um tampo esférico com um torus tangente.  O raio da esfera é chamado de "raio de coroa" e o raio do torus é chamado como "raio de junta".  Domos torisféricos são usados para construir vasos de pressão.
Vamos chamar de c a distância do centro do torus ao centro do tubo do torus, a (que é sempre menor que c) o raio do tubo do torus e h a altura da base do domo ao topo.  Portanto o raio da base é dado por a + c < R .  Além disso por geometria elementar o domo torisférico satisfaz:
```
(1)
```

portanto
```
(2) 

  

    

      

        
h

        
=

        
R

        
−

        

          

            
(

            
a

            
+

            
c

            
−

            
R

            
)

            
(

            
a

            
−

            
c

            
−

            
R

            
)

          

        

      

    

    
{\displaystyle h=R-{\sqrt {(a+c-R)(a-c-R)}}}

  

```

A transição da esfera para o torus ocorre no raio crítico
```
(3) 

  

    

      

        
r

        
=

        
c

        

          
[

          

            
1

            
+

            

              

                
(

                

                  

                    

                      
R

                      
a

                    

                  

                  
−

                  
1

                

                
)

              

              

                
−

                
1

              

            

          

          
]

        

      

    

    
{\displaystyle r=c\left[1+\left({\frac {R}{a}}-1\right)^{-1}\right]}

  

```

portanto
```
(4) 

  

    

      

        

          

            
{

            

              

                

                  

                    
x

                    

                      
2

                    

                  

                  
+

                  

                    
y

                    

                      
2

                    

                  

                  
+

                  

                    
z

                    

                      
2

                    

                  

                  
=

                  

                    
R

                    

                      
2

                    

                  

                

                

                  

                    

                      
for

                    

                  

                  

                  

                    

                      

                        
x

                        

                          
2

                        

                      

                      
+

                      

                        
y

                        

                          
2

                        

                      

                    

                  

                  
<

                  
r

                

              

              

                

                  

                    

                      
(

                      

                        
c

                        
−

                        

                          

                            

                              
x

                              

                                
2

                              

                            

                            
+

                            

                              
y

                              

                                
2

                              

                            

                          

                        

                      

                      
)

                    

                    

                      
2

                    

                  

                  
=

                  

                    
a

                    

                      
2

                    

                  

                  
−

                  
[

                  
z

                  
−

                  
(

                  
R

                  
−

                  
h

                  
)

                  

                    
]

                    

                      
2

                    

                  

                

                

                  

                    

                      
for

                    

                  

                  

                  
r

                  
<

                  

                    

                      

                        
x

                        

                          
2

                        

                      

                      
+

                      

                        
y

                        

                          
2

                        

                      

                    

                  

                  
<

                  
a

                  
+

                  
c

                

              

            

            

          

        

      

    

    
{\displaystyle {\begin{cases}x^{2}+y^{2}+z^{2}=R^{2}&{\mbox{for}}\quad {\sqrt {x^{2}+y^{2}}}<r\\\left(c-{\sqrt {x^{2}+y^{2}}}\right)^{2}=a^{2}-[z-(R-h)]^{2}&{\mbox{for}}\quad r<{\sqrt {x^{2}+y^{2}}}<a+c\end{cases}}}

  

```

onde
```
(5) 

  

    

      

        
R

        
−

        
h

        
=

        

          

            
(

            
a

            
+

            
c

            
−

            
R

            
)

            
(

            
a

            
−

            
c

            
−

            
R

            
)

          

        

      

    

    
{\displaystyle R-h={\sqrt {(a+c-R)(a-c-R)}}}

  

```

Volume
```
(6) 

  

    

      

        

          

            

              

                
V

              

              

                

                
=

                

                  

                    
π

                    
6

                  

                

                

                  
[

                  

                    
3

                    

                      
a

                      

                        
2

                      

                    

                    
c

                    
π

                    
+

                    
4

                    

                      
R

                      

                        
3

                      

                    

                    
−

                    
2

                    

                      

                        
(

                        
a

                        
−

                        
c

                        
−

                        
R

                        
)

                        
(

                        
a

                        
+

                        
c

                        
−

                        
R

                        
)

                      

                    

                    
×

                    

                      
(

                      

                        
2

                        

                          
a

                          

                            
2

                          

                        

                        
+

                        

                          
c

                          

                            
2

                          

                        

                        
+

                        
2

                        
a

                        
R

                        
+

                        
2

                        

                          
R

                          

                            
2

                          

                        

                      

                      
)

                    

                    
+

                    
6

                    

                      
a

                      

                        
2

                      

                    

                    
c

                    

                      
sin

                      

                        
−

                        
1

                      

                    

                    
⁡

                    

                      
(

                      

                        

                          
c

                          

                            
a

                            
−

                            
R

                          

                        

                      

                      
)

                    

                  

                  
]

                

              

            

            

              

              

                

                
=

                

                  

                    
π

                    
3

                  

                

                

                  
[

                  

                    
2

                    
h

                    

                      
R

                      

                        
2

                      

                    

                    
−

                    

                      
(

                      

                        
2

                        

                          
a

                          

                            
2

                          

                        

                        
+

                        

                          
c

                          

                            
2

                          

                        

                        
+

                        
2

                        
a

                        
R

                      

                      
)

                    

                    
(

                    
R

                    
−

                    
h

                    
)

                    
+

                    
3

                    

                      
a

                      

                        
2

                      

                    

                    
c

                    

                      
sin

                      

                        
−

                        
1

                      

                    

                    
⁡

                    

                      
(

                      

                        

                          

                            
R

                            
−

                            
h

                          

                          

                            
R

                            
−

                            
a

                          

                        

                      

                      
)

                    

                  

                  
]

                

              

            

          

        

      

    

    
{\displaystyle {\begin{aligned}V&={\frac {\pi }{6}}\left[3a^{2}c\pi +4R^{3}-2{\sqrt {(a-c-R)(a+c-R)}}\times \left(2a^{2}+c^{2}+2aR+2R^{2}\right)+6a^{2}c\sin ^{-1}\left({\frac {c}{a-R}}\right)\right]\\&={\frac {\pi }{3}}\left[2hR^{2}-\left(2a^{2}+c^{2}+2aR\right)(R-h)+3a^{2}c\sin ^{-1}\left({\frac {R-h}{R-a}}\right)\right]\end{aligned}}}

  

```